# アロンダイト
アロンダイト（英語: Arondight＜Ar'oundight, Aroundight, 中英語: Aroundyȝt（E本））は、中世イギリスの騎士道物語詩に登場する剣。
中英詩『ハンプトンのビーヴェス』の題名主人公ビーヴェス卿（ビーヴィス卿）の息子の手に渡った剣で、かつてランスロット卿が竜退治した業物とされる。
ルネサンス期イタリア文学でも、ランスロット卿（ランツィロット）やハンプトンのビーヴィス卿（ブオヴォ・ダントーナ）を所有者と記した剣があるとしており、これがハンプトン領主から（いちど人手に渡ったのち）子孫のオリヴィエ（ウリヴィエーリ）に受け継がれ、オートクレール（アルタキアーラ）と改名されたとする。この得物は決闘の最中で壊れた武器のかわりだったが、自分は反逆貴族側、相手は王族側を代表する、後の盟友のロラン（オルランド）だった。

## 名称
元をたどれば"Aroundight"の形で、ジョージ・エリスによる『ハンプトンのビーヴェス』の要約・抜粋（1805年）に提示されたが、エリスは、ケンブリッジ市のキーズ・カレッジ（Caius College）蔵の写本（＝E本）を使用し、欠損をリチャード・ピンソンによる版本（＝O本）でおぎなった、としている。
ただし、E本の実際の表記は"Aroundyȝt"である。O本（版本）や最古A本には剣名はない。異本によれば、S・N・Cの3写本にも（それぞれ2回ずつ）剣名が登場し、"Randondyght"（C本）などいずれも"R"で始まるが、表記はいくつもの形にぶれる。

## 概要
俗にアーサー王物語に登場する騎士ランスロットの剣とされている。
その名が登場するのは、アーサー王物語群の作品とみなされない、14世紀初頭の中英語詩『ハンプトンのビーヴェス（ビーヴィス）』の異本である。

### 中英詩ビーヴェス
アロンダイトはこの詩の中でビーヴェス卿の息子ガイ卿の剣として登場するが、同時に、元々はランスロットの剣であったという故事が語られている。ランスロットが火竜（）を退治した剣で、柄頭にはカーバンクル（赤い宝石）がはめ込まれた、これを凌ぐ剣は知られず、という由緒の品だ、と書かれる。

### アーサー王物語群
ちなみにアーサー王物語群の『ランスロ＝聖杯サイクル』の『ランスロ本伝』の部では、ランスロはアーサーの持物だったセクエンス（フランス式発音はセカンス）という剣を使用している。

### カロリング王朝物語群
中世後期以降のイタリア語の英雄伝説にも、ハンプトンのビーヴィス卿（ブオヴォ・ダントーナ、イタリア語: Buovo d'Antona）が、湖の騎士ランスロット卿（ランツィロット・ダル・ラーゴ、Lanzilotto dal Lago）の剣を受け継いだという伝承が書かれている。しかも英国を離れ、シャルルマーニュ伝説（カロリング物語群）の一環の作品にあり、やがてその剣をシャルル臣下のオリヴィエ（ウリヴィエーリ、Ulivieri）が受け継ぐ、という展開になっている（後述）。
旧持ち主のときの剣名も書かれるが、オリヴィエの手に渡り、オートクレール（アルタキアーラ、Altachiara）と名付けられた、とされる。
この伝承がみつかるのは、アンドレア・ダ・バルベリーノ（1370–1431年頃）が著した『アスプラモンテ（L'Aspramonte）』で、フランス武勲詩『アスプルモンの歌』の翻案である。主要テーマのひとつは、ヴィエンヌのジラール（ジラール・ド・ヴィエンヌ、ジラール・ド・フレット、とも名を変える）が自由の束縛を受けてシャルル大帝（カルロ・マーニョ）に反逆するというものである。
ジラール（ジラルド）と甥のオリヴィエ（ウリヴィエーリ）を含む反逆氏族はモングラ―ナ家とよばれたが、ロラン（オルランド）の決闘であるキアラモンテ家とあわせて、イタリアでは両家ともハンプトンのビーヴィス卿（ブオヴォ・ダントーナ）の末裔と語られているのである。
以下、フランス武勲詩とイタリア散文物語とでオリヴィエの決闘における祖先の武器入手の内容を比較する。

#### フランス語版
（オリヴィエの決闘、先祖ブ―ヴの剣）
フランス版では王族家と反逆の家来家の衝突（そしてオリヴィエの決闘）に至るのは、別の武勲詩である『ジラール・ド・ヴィエンヌ』において、ジラール男爵の甥オリヴィエと王甥ロランとの対決試合となり、オリヴィエに重代の宝剣オートクレールがもたらされる展開がある。重代の宝と言うのは、剣のかつての持ち主「あごひげのブ―ヴォン/ブ―ヴ」公爵が、オリヴィエの祖先だったからである。

#### イタリア語版
（ウリヴィエーリの決闘、先祖ブオヴォの剣）
だが、バルベリーノ『アスプラモンテ』には、オリヴィエ（ウリヴィエーリ）がロラン（オルランド）との決闘で壊した剣の替えをもとめる場面までもが収められている。ウリヴィエーリは、その剣をアルタキアーラと名付けたが、かつては湖の騎士、ブオヴォ・ダントーナの持物であった。ブオヴォ・ダントーナとは「アントーナのブオヴォ」のことであり、アントーナとはハンプトンと解釈される。そしてやはりウリヴィエーリの祖先であった。つまりウリヴィエーリはゲラルド・デ・フラッタの甥であり、ブオヴォ・ダントーナはこのジラールの祖先とされた。
当作品の説明に拠れば、ランツィロットが所持していたときは剣はガスティガ＝フォッリ（Gastiga-folliと呼ばれ、ブオヴォ・ダントーナの所有時はキアレンツァ（Chiarenza）とされていたのを、ウリヴィエーリがまた改名したのである。ゲラルドが、ユダヤ人から受け取ったもので、ジラールが剣の文字から昔の由緒を読み解いた。

## 現代解説
19世紀、詩人のジョージ・エリスが中英語の韻文騎士物語の梗概本（1805年）を出しており、その『ビーヴィス卿』の部の解説で剣の当該箇所も引用されている。
エベニーザ・コバム・ブルーワーの故事成句辞典『Dictionary of Phrase and Fable』（1870年）でも"Ar'oundight"の綴りで取り上げらた。また同著の新改訂版（1895年）の"Sword-Makers"の項では、剣名の発音について"? Æron-diht"と疑問符付きで示している。
のちには"Arondight"という綴りも、例えば ジョン・コリン・ダンロップの小説手引書（1896年）にみえる。
日本でも、コンピュータゲーム・TRPG系の出版社である新紀元社発行の武器資料集『聖剣伝説』（1997年）などでも、出典が定かでないにもかかわらず「ランスロットの剣の名はアロンダイト」と紹介されたため、認識が広まった。